# Кочкин, Михаил Васильевич
Михаил Васильевич Кочкин (род. 7 октября 1979, Петропавловск-Камчатский) — российский биатлонист. Мастер спорта России (1998).
Начал заниматься биатлоном в 1992 году. Окончил Камчатское училище олимпийского резерва, затем учился в Хабаровском военном институте федеральной пограничной службы, а позднее, сделав выбор в пользу профессиональной спортивной карьеры, — в Дальневосточной академии физической культуры. Переехав в Санкт-Петербург, тренировался под руководством Александра Касперовича. Добился ряда международных успехов в соревнованиях юниоров.
В 2007 г. выиграл чемпионат мира по летнему биатлону в спринте, опередив занявшего второе место Максима Чудова.

## Кубок мира
- 1999/00 — 72 место
- 2000/01 — 38 место
- 2001/02 — 26 место
- 2002/03 — 60 место
- 2006/07 — 74 место
- 2007/08 — 88 место